# Galería Nacional de Arte de Karlsruhe
La Galería Nacional de Arte de Karlsruhe (en alemán Staatliche Kunsthalle) es un museo de Bellas Artes, de los más antiguos de Alemania, que aloja una colección que abarca siete siglos de historia de la pintura, particularmente alemana, francesa y holandesa. Fue fundado por el Gran Duque Leopoldo de Baden para acoger la colección de arte de la casa real de Baden conocida como Gabinete de Pintura de Carolina Luisa de Hessen-Darmstadt. El edificio, obra del arquitecto Heinrich Hübsch, abrió sus puertas en 1846 tras diez años de trabajos, después de decidir Leopoldo de Baden erigir un nuevo edificio para la Academia que desde 1811 acogía la colección de arte y siendo Carl Ludwig Frommel director de la Colección desde 1830. La exposición permanente en el edificio principal está formada por cerca de 800 pinturas y esculturas, mientras que el orangerie (invernadero) adyacente aloja, desde 1890, la exposición de arte contemporáneo. En 1973 se creó el museo infantil, una de las primeras iniciativas de su tipo en Alemania.

## Colección

### Comienzos
El núcleo de la colección lo constituyen las 205 pinturas, especialmente neerlandesas y francesas adquiridas por Carolina Luisa de Hessen-Darmstadt entre 1759 y 1776 entre las que figuran obras notables como Retrato de un joven de Frans van Mieris el Viejo, Paisaje de invierno con horno de calcinación de Nicolaes Berchem, Encaje de bolillos de Gerard Dou, Bodegón con objetos de caza y perdiz muerta de Willem van Aelst, Paz en la cocina de Melchior de Hondecoeter y un Autorretrato de Rembrandt. Además de los anteriores el Museo posee cuatro bodegones de Jean Siméon Chardin y dos escenas pastoriles de François Boucher encargadas por Carolina Luisa.
La primera ampliación de la colección se produjo en 1858 con la adquisición de la colección del teólogo Johann Baptist von Hirscher, profesor de teología en la Universidad de Friburgo de Brisgovia quien acudía como delegado de la universidad a las Audiencias del Gran Duque de Baden. La colección estaba formada por obras de arte de carácter religioso, retablos de los siglos XV y XVI, entre las que se hallaban dos piezas del retablo de Vipiteno de Hans Multscher y dos fragmentos del retablo de la iglesia de San Martín de Donzdorf obra de Bartholomäus Zeitblom. En 1899 el pintor Hans Thoma fue nombrado director de la galería, cargo que ocuparía hasta 1920. Bajo su dirección se adquirió el Retablo de Tauberbischofsheim de Matthias Grünewald y obras de arte del siglo XIX. Sus sucesores incrementaron los fondos con obras del impresionismo y de las generaciones siguientes.

### Pintura alemana

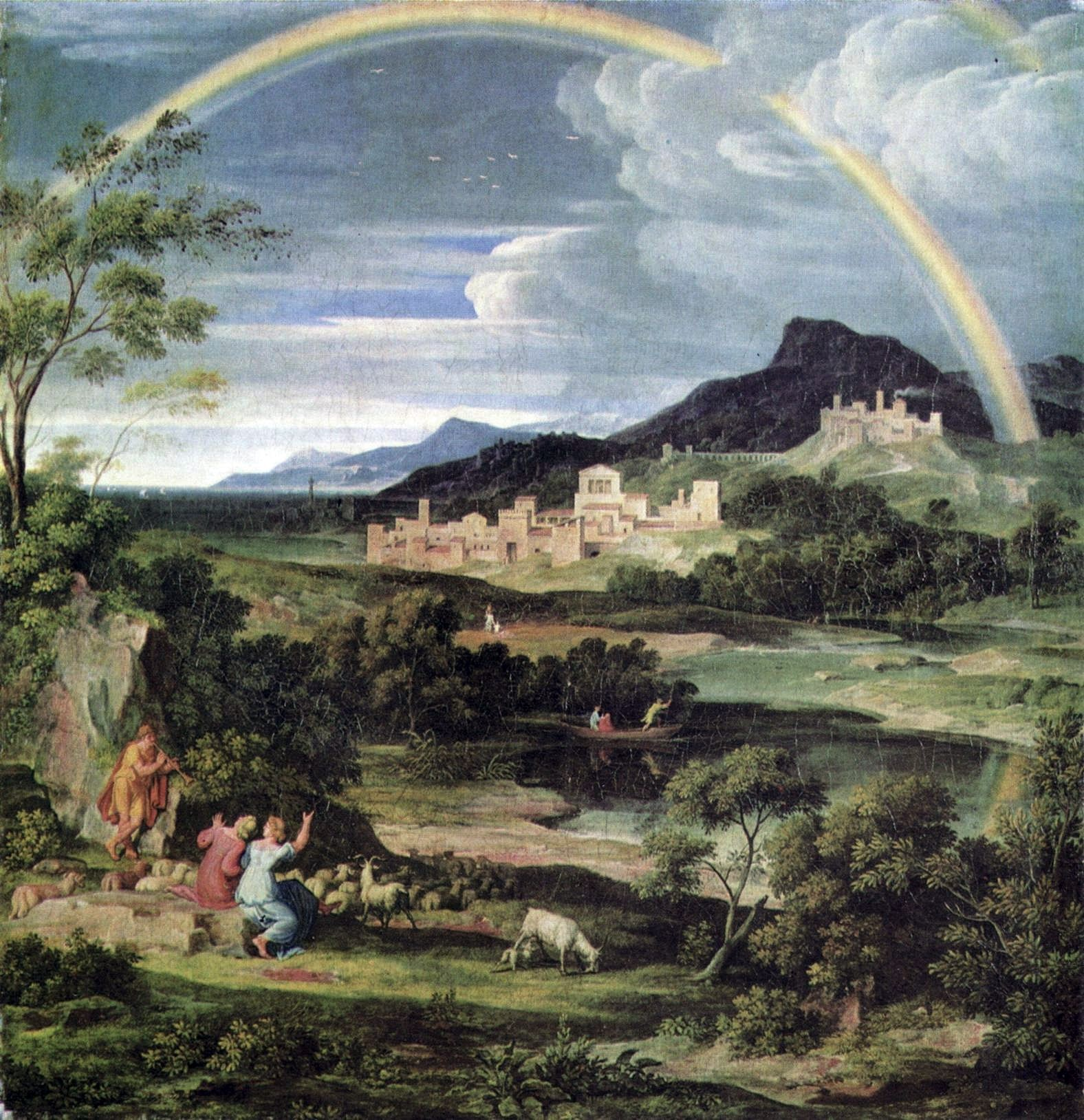
Joseph Anton Koch: Paisaje con arcoiris (1805).

El departamento de pintura alemana posee grandes obras góticas y renacentistas obras como el Hombre dolorido de Alberto Durero, Crucifixión de Cristo y Cristo en la Cruz con María y Juan de Matthias Grünewald, Virgen con el niño de Lucas Cranach el Viejo, Retrato de Sebastian Brants de Hans Burgkmair el Viejo y El nacimiento de Cristo de Hans Baldung. Del siglo XIX se exponen obras como Paisaje con arcoíris de Joseph Anton Koch, El pintor Gerhard von Kügelgen en su estudio de Georg Friedrich Kersting, Arrecife en la playa de Caspar David Friedrich, Vista del Monasterio de Santa Escolástica de Karl Blechen, La interferencia de Adolph von Menzel y Nanna y El simposio de Platón de Anselm Feuerbach. Destaca en este departamento la colección de Hans Thoma —incluyendo la capilla Hans Thoma&msdash; para cuya exposición se construyó una sección del edificio en 1909 y que es una de las más importantes del mundo, solo comparable a la del Instituto Städel. Igualmente se exponen obras de artistas contemporáneas de Thoma como Max Liebermann (Playa de Noordwijk), Ferdinand Georg Waldmüller, Carl Spitzweg, Arnold Böcklin, Hans von Marées, Wilhelm Leibl, Fritz von Uhde, Wilhelm Trübner y Max Klinger.

### Pintura flamenca y holandesa
En el departamento de pintura neerlandesa y flamenca del siglo XVII se encuentran Retrato de la Marquesa Veronica Spinola Doria de Peter Paul Rubens, Moisés separando las aguas desde la roca de Jacob Jordaens, Bodegón con utensilios de cocina y alimentos de Frans Snyders, Fiesta campesina de David Teniers el Joven, Bodegón con limón, naranja y romana de Willem Kalf, Pastora con cuenco de uvas de Abraham Bloemaert, Joven pareja desayunando de Gabriël Metsu, En la alcoba de Pieter de Hooch, Bosque junto al río de Jacob van Ruisdael, Escena de río con mujer ordeñando de Aelbert Cuyp e Ilusión. Naturaleza muerta de Samuel van Hoogstraten.

### Pintura francesa

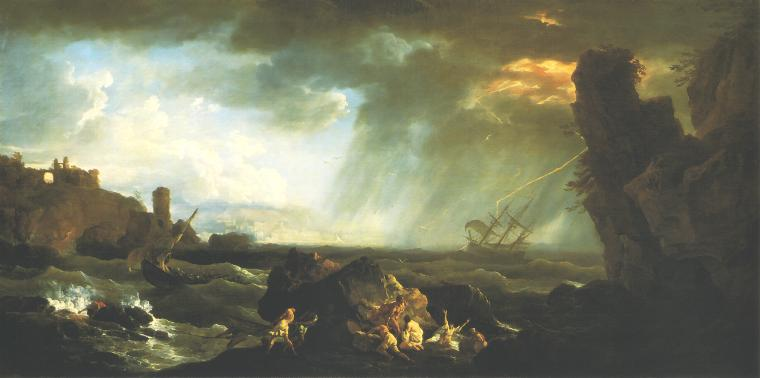
La tormenta de Claude Joseph Vernet

Entre los ejemplos de la pintura francesa de los siglos XVII y XVIII figuran La adoración del becerro de oro de Claude Lorrain, Preparación para la danza de los hermanos Le Nain, Retrato de Charles-Auguste de Matignon de Hyacinthe Rigaud, Joven vestido de caza de Nicolas de Largillière, La tormenta de Claude Joseph Vernet y El minué de Nicolas Lancret. Ya del siglo XIX se exponen Paisaje de una ciudad castellana de Gustave Courbet, Piedad de Eugène Delacroix, Retrato del pequeño Lange de Édouard Manet, Retrato de la señora Jeantaud de Edgar Degas, Mañana de junio en Pontoise de Camille Pissarro, Casas en Le Pouldu de Paul Gauguin y Mirando al mar en L’Estaque de Paul Cézanne.

### Pintura moderna
El departamento de pintura moderna (siglos XX y XXI) expone sus obras en el adyacente Orangerie. De la primera mitad del siglo XX son las obras Torre Eiffel de Robert Delaunay, Improvisación 13 de Wassily Kandinsky, Corzo en el bosque II de Franz Marc, Gente en el lago azul de August Macke, un Autorretrato de Ernst Ludwig Kirchner, Merzbild 21b de Kurt Schwitters, El bosque de Max Ernst, Torre puerta II de Lyonel Feininger y Los siete pecados capitales de Otto Dix.

## Galería de imágenes

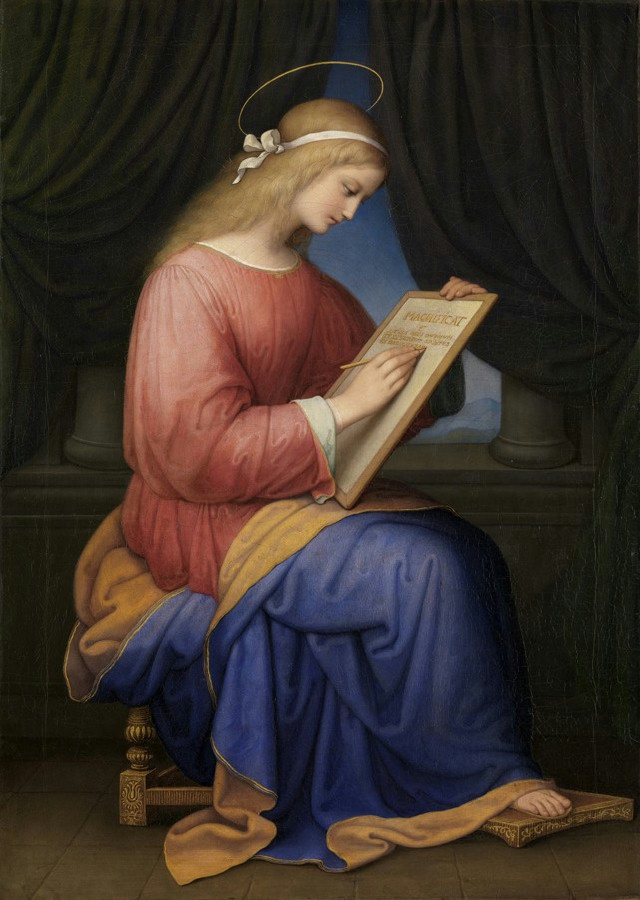
Marie Ellenrieder: María escribiendo el Magnificat (1833).
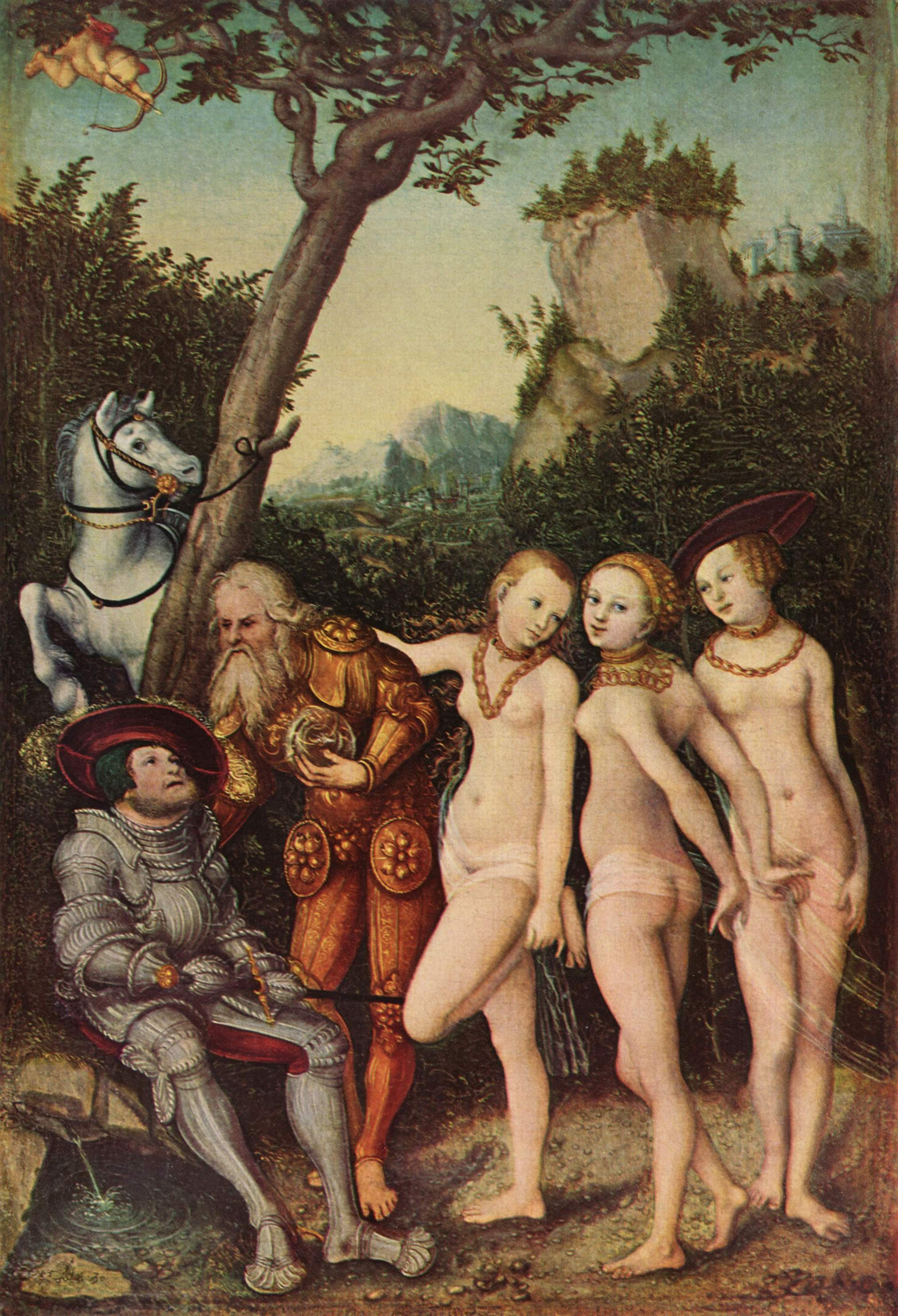
Lucas Cranach el Viejo: El juicio de Paris (1530).
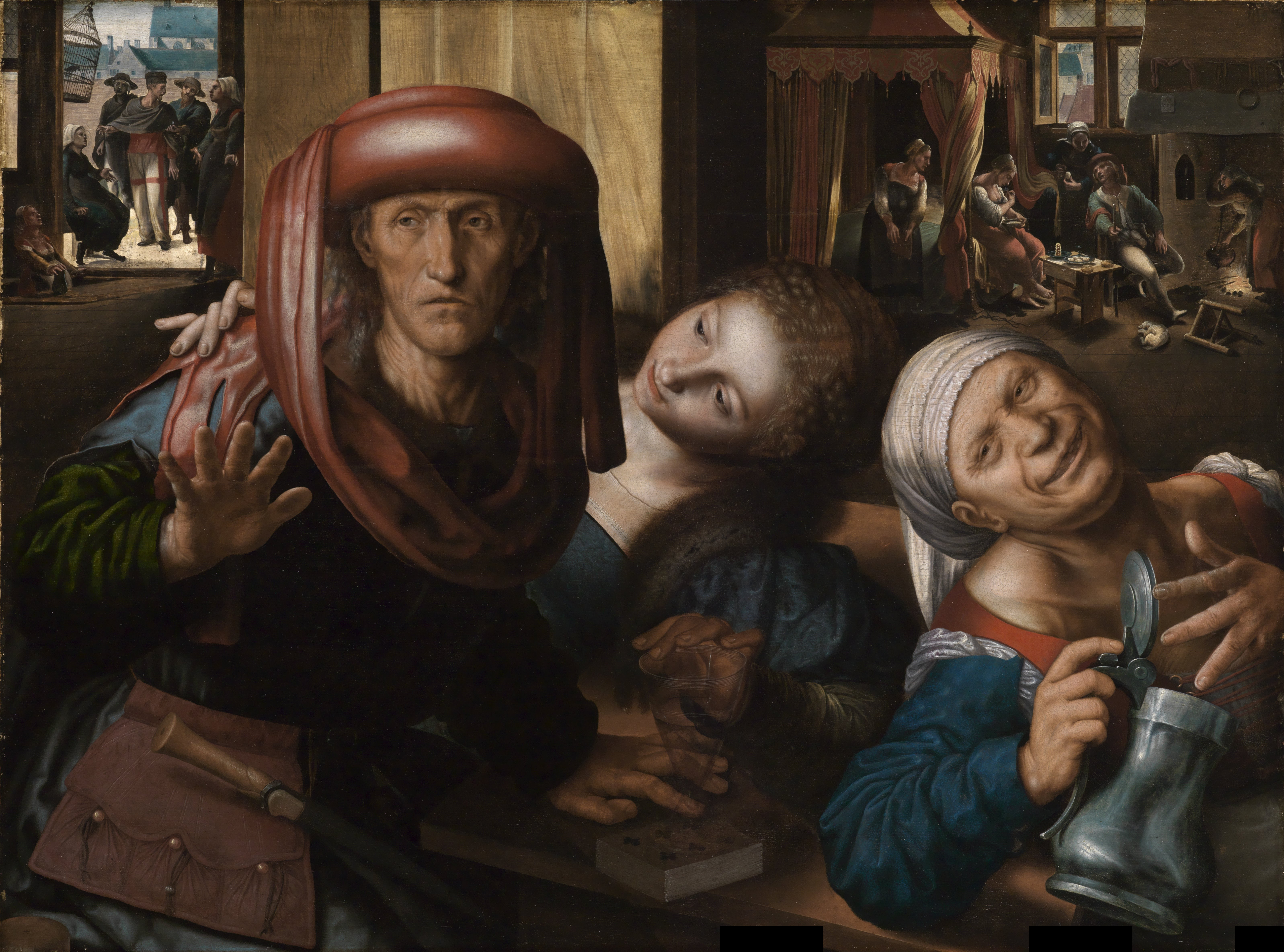
Jan Sanders van Hemessen: La compañía disoluta en un burdel (1545-1550).
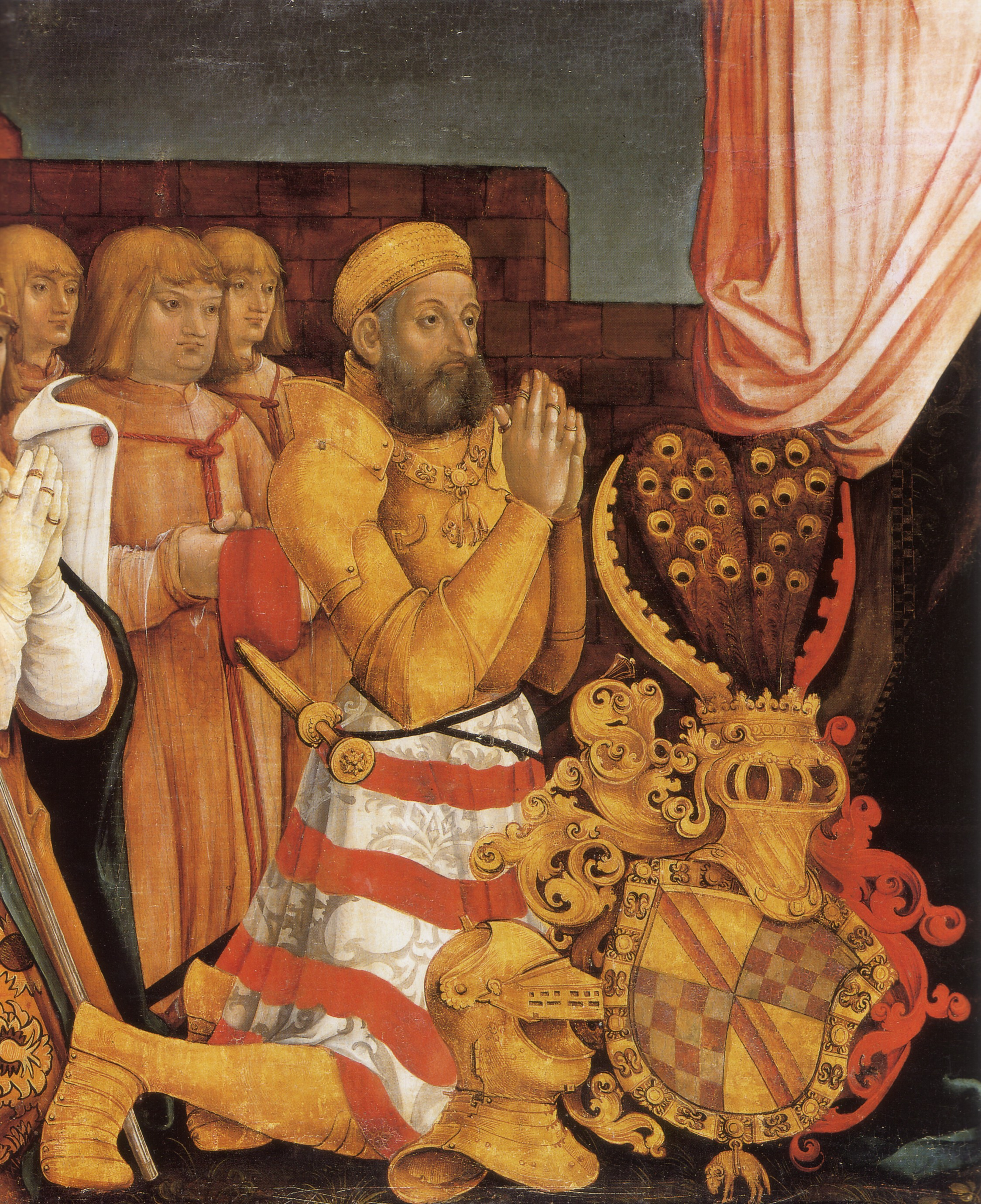
Hans Baldung: El margrave Cristóbal I de Baden, detalle de la tabla votiva (1509-1510).
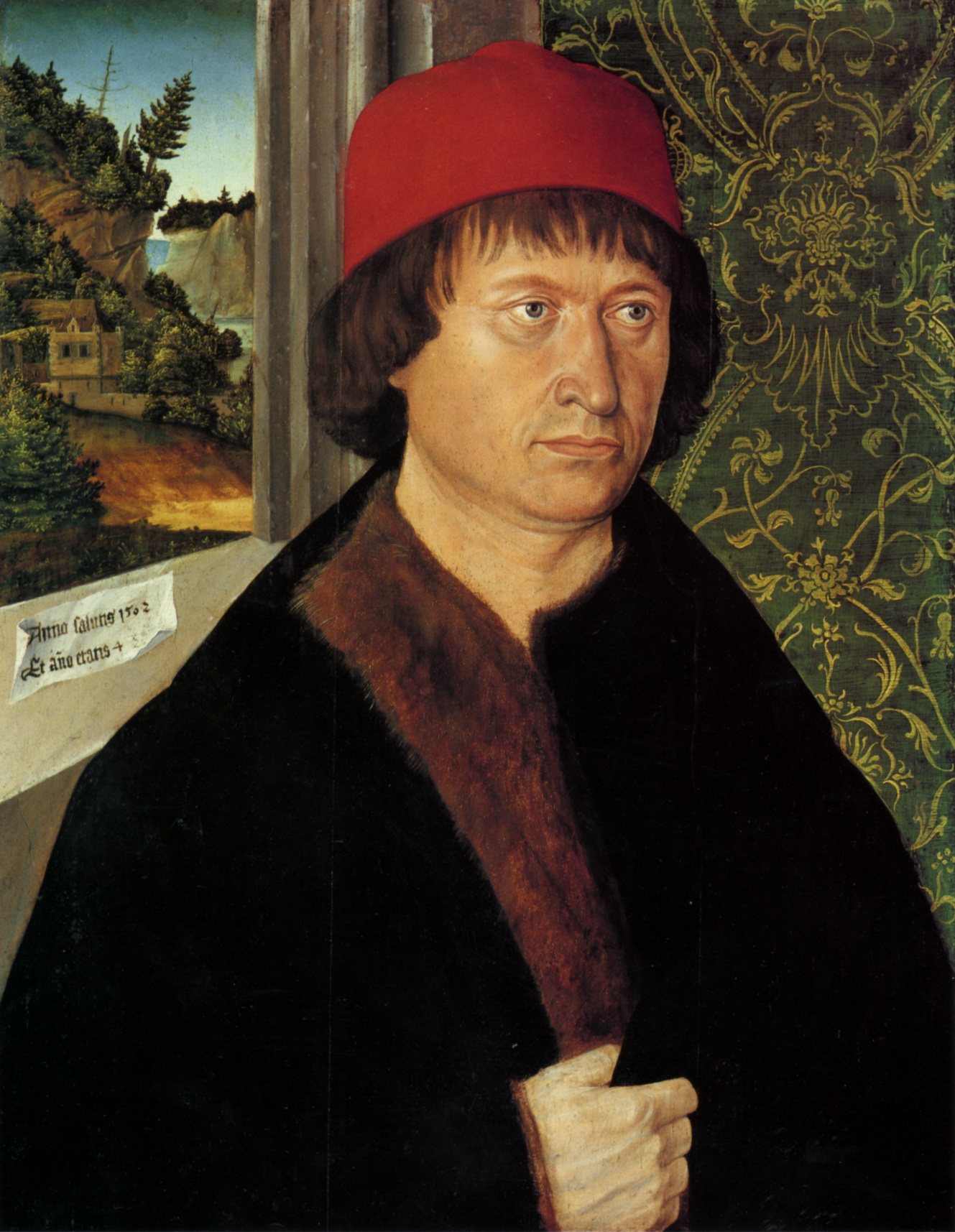
Anónimo: Retrato de Hugo de Hohenlandenberg, obispo de Constanza (1502).